# Carlos English
Carlos English (Detroit, 20 novembre 1984) è un ex cestista statunitense, professionista nella D-League.